# Дванадцять стільців (фільм, 2005)
«Дванадцять стільців» — російсько-український двосерійний телевізійний мюзикл 2004 року режисера Максима Паперника за романом Ільфа та Петрова. Виробництво телеканалу «Інтер» («Мелорама Продакшн», Україна) за замовленням ВАТ «Перший канал» (Росія).

## Сюжет

### 1 серія
У бідній квартирці безтурботно спить Ільф, якого будить візит незадоволеного Петрова — аванс за новий авантюрний роман отримано вже давно, а не написано ще жодного рядка. Писати вирішують про щось дуже просте — про стільці.
Працівника РАЦСу Іполіта Вороб'янінова повідомляють про передсмертний стан його тещі. На смертному ложі зять дізнається таємницю фамільних коштовностей, зашитих в один зі стільців гостинного гарнітура. Цю ж таємницю дізнається і отець Федір, що сповідав вмираючу. Двоє мисливців за діамантами вирушають до Старгорода.
Авантюрист Остап Бендер прибуває до Старгорода, де в дворі богадільні знайомиться з Вороб'яніновим. На пошуки нові знайомі вирушають тепер компаньйонами. Перший стілець добувається в бійці з панотцем Федором. Він виявляється порожнім.
У житловій конторі Бендер дістає ордери на меблі Вороб'янінова, а батько Федір отримує ордера сім'ї Петухових. Дороги мисливців за коштовностями розходяться. У Старгороді відбулася зустріч з давньою любов'ю Іполіта Матвійовича — Оленою Станіславівною Боур. З цієї зустрічі Остап влаштовує таємне товариство, таким чином формуючи капітал для майбутніх пошуків.
Заради наступного стільця Остап одружується зі вдовою Грицацуєвою, але він також виявляється порожнім. Подальший діамантовий слід веде до Москви.

### 2 серія
У московському гуртожитку Киса знайомиться з молодою дівчиною Лізою, до якої вирішує позалицятися. Ця інтрижка вартує Вороб'янінову 200 рублів і грандіозного провалу на аукціоні, де практично з-під носа йдуть решта 10 стільців.
Наступний стілець знаходиться у модниці з малим словниковим запасом Еллочки Щукіної, що бідує. Остап вимінює його на золоте ситечко. Далі Бендер здійснює візит до редакції газети «Верстат». Там його чекають два стільці і зустріч з його дружиною — мадам Грицацуєвою, що розшукує Остапа. Стільці театру «Колумб» перекочовують через монтера-п'яницю, але діамантів немає і в них.
Панотець Федір викуповує стільці у інженера Брунса, але, не виявивши в них скарбів, з'їжджає з глузду і, без копійки грошей, пішки вирушає додому, в повітове місто N.
Отримавши дані про місце перебування останнього стільця, Вороб'янінов вирішує, що компаньйон йому більше не потрібний, і перерізує бритвою горло Бендеру, який спить.
Фінал у Ріо-де-Жанейро, де відпочивають відомі та багаті письменники. З їхньої розмови довідуємося, що в творчих суперечках через «вбивства» Бендера, вони вирішили як компроміс передати алмази Мадам Пєтухової тому самому клубу залізничників. Тоді ж їх знаходить справжня мадам Грицацуєва, яка продовжує шукати Бендера, на що один з письменників говорить: «Ніколи не втрачайте надію».

## У ролях
- Микола Фоменко — Остап Бендер
- Ілля Олейников — Киса Вороб'янінов
- Людмила Гурченко — Олена Станіславівна Боур
- Ніна Усатова — мадам Грицацуєва
- Юрій Гальцев — панотець Федір
- Ольга Волкова — мадам Пєтухова, теща Вороб'янінова
- Анжеліка Варум — Еллочка Щукіна
- Олена Воробей — Фіма Собак
- Олег Школьник — інженер Брунс
- Ірина Токарчук — дружина інженера Брунса
- Дмитро Шевченко — Ілля Ільф
- Олександр Семчев — Євген Петров

### В епізодах
- Неоніла Білецька — сусідка Клавдії Іванівни
- Микола Самсонов — Тихон, двірник
- Микола Луценко — адміністратор готелю
- Олексій Вертинський — Віктор Михайлович Полєсов, інженер
- Сергій Озіряний — 1-й учасник таємного союзу (купець)
- Олександр Бондаренко — 2-й учасник таємного союзу (купець)
- Анатолій Ященко — 3-й учасник таємного союзу (інтелігент)
- Святослав Ковтун — 4-й учасник таємного союзу (Нікоша)
- Єгор Стынцов — 5-й учасник таємного союзу (Владя)
- Андрій Кирилов — Коля, студент-хімік
- Ольга Гришина — Лізочка, дружина Миколи
- Назар Задніпровський — офіціант в ресторані
- Лев Сомов — аукціоніст
- Ольга Когут — панянка на аукціоні
- Антін Мухарський — Ляпіс-Трубецькой, поет-гавриліадист / актор театру «Колумб» в ролі капітана
- Дмитро Лаленков — Ізнуренков, просто поет
- Ігор Слободський — редактор відділу оголошень газети «Верстат»
- Микола Бабенко — механік театру «Колумб»
- Гості на весіллі Грицацуєвої:
  - Ганна Лев
  - Тетяна Курей
- Валерій Шептекіта — доктор Медофф
- Сергій Паперник — хлопчик-безпритульний

## Знімальна група
- Ідея: Костянтин Ернст
- Автор сценарію: Григорій Ховрах
- Режисер-постановник: Максим Паперник
- Оператор-постановник: Вадим Савицький
- Композитор: Максим Дунаєвський
- Текст пісень: Наум Олєв
- Художник-постановник: Юрій Маковейчук
- Звукорежисер: Олександр Єльчев
- Художник по костюмах: Ольга Навроцька
- Художники по гриму: Світлана Римакова, Сергій Троско
- Продюсерська група: Елла Бобленюк, Олександр Боднар
- Виконавчий продюсер: Олексій Гончаренко
- Продюсери: Влад Ряшин, Олександр Файфман

## Пісні і виконавці
1. Ольга Волкова, Ілля Олейников і Юрій Гальцев — Бриллианты, изумруды и рубины/1 с. 10.11—13.06/
2. Микола Фоменко та Ілля Олейников — Тёща тоже бывает полезной/1 с. 21.00—24.21/
3. Микола Фоменко — Командовать парадом буду я/1 с. 32.44—35.32/
4. Микола Фоменко та Ніна Усатова —Страсти/2 с. 45.53—47.30/
5. Микола Фоменко та Ніна Усатова — Танго/1 с. 1:16.17—1:18.40/
6. Ілля Олейников і Людмила Гурченко — Лямур-Тужур/1 с. 53.55—57.26/
7. Ілля Олейников — Отцвели уж давно хризантемы.../2 с. 9.46—14.00/
8. Анжеліка Варум та Олена Воробей — Хамишь парниша/2 с. 29.45—32.45/
9. Микола Фоменко — Вам шах и мат/2 с. 1:1.18—1:3.49/
10. Олександр Семчев і Дмитро Шевченко — Финальная песня (Рио-Де-Жанейро)/2 с.1:14.40—1:18.13/

## Факти
- Микола Фоменко, який зіграв Остапа в цьому фільмі, в той час був зятем Андрія Миронова, який також виконував роль Остапа в телефільмі 1976 року
- Зйомки проходили в павільйонах кіностудії «Укртелефільм» у Києві. Були побудовані 17 різних декорацій, а сцени аукціону знімали в одному з будинків культури української столиці[2].
- |  | Микола Фоменко в мюзиклі трохи жорсткуватий та прямолінійний, але водночас це Бендер сьогоднішнього дня. Ілля Львович Олейников - просто найкращий Кіса, а їх з Фоменко дует тягне на собі всю махину. Кіса для мене, це Бендер на пенсії і, повірте, вони не дарма знайшли один одного. Я дуже скептично ставився до Юри Гальцева, очікував від нього, як від артиста естради, якихось штампів, а він так блискуче зіграв батюшку Федора! Абсолютно нова Олена Станіславівна вийшла у Людмили Гурченко, яка сама поставила всі танці в дуеті з Олейниковим. Людмила Марківна - це Примадонна з великої літери і працювати з нею виявилося фантастичною насолодою. Одним словом, це шоу не для людей зі слабкими нервами! - режисер Максим Паперник про акторський ансамбль фільму в інтерв'ю газеті «Сьогодні» № 297 (1941) за 29.12.2004 року |
- До мюзиклу «12 стільців» Микола Фоменко вже знімався в гримі Остапа Бендера в новорічному проекті «Старі пісні про головне»
- Акторський кастинг. На роль Бендера режисер планував Максима Галкіна, Ільфом і Петровим могли стати Олександр Ширвіндт та Михайло Державін, а роль мадам Грицацуєвої пропонували Вєрці Сердючці[4].
- Сцена зустрічі Кіси з Оленою Станіславівною, під час якої Людмила Гурченко закидає на Іллю Олейникова ногу, яку той починає «досліджувати», в сценарії була відсутня. Вийшло все імпровізаційно[5][6].
- |  | Публіка нікуди не дінеться і буде дивитися мюзикл із задоволенням. У неї всього 15 каналів і 150 відомих імен та прізвищ разом з політиками, баскетболістами, артистами і президентом - Микола Фоменко про жанр новорічних мюзиклів |